# Placówka Straży Celnej „Huta Polańska”

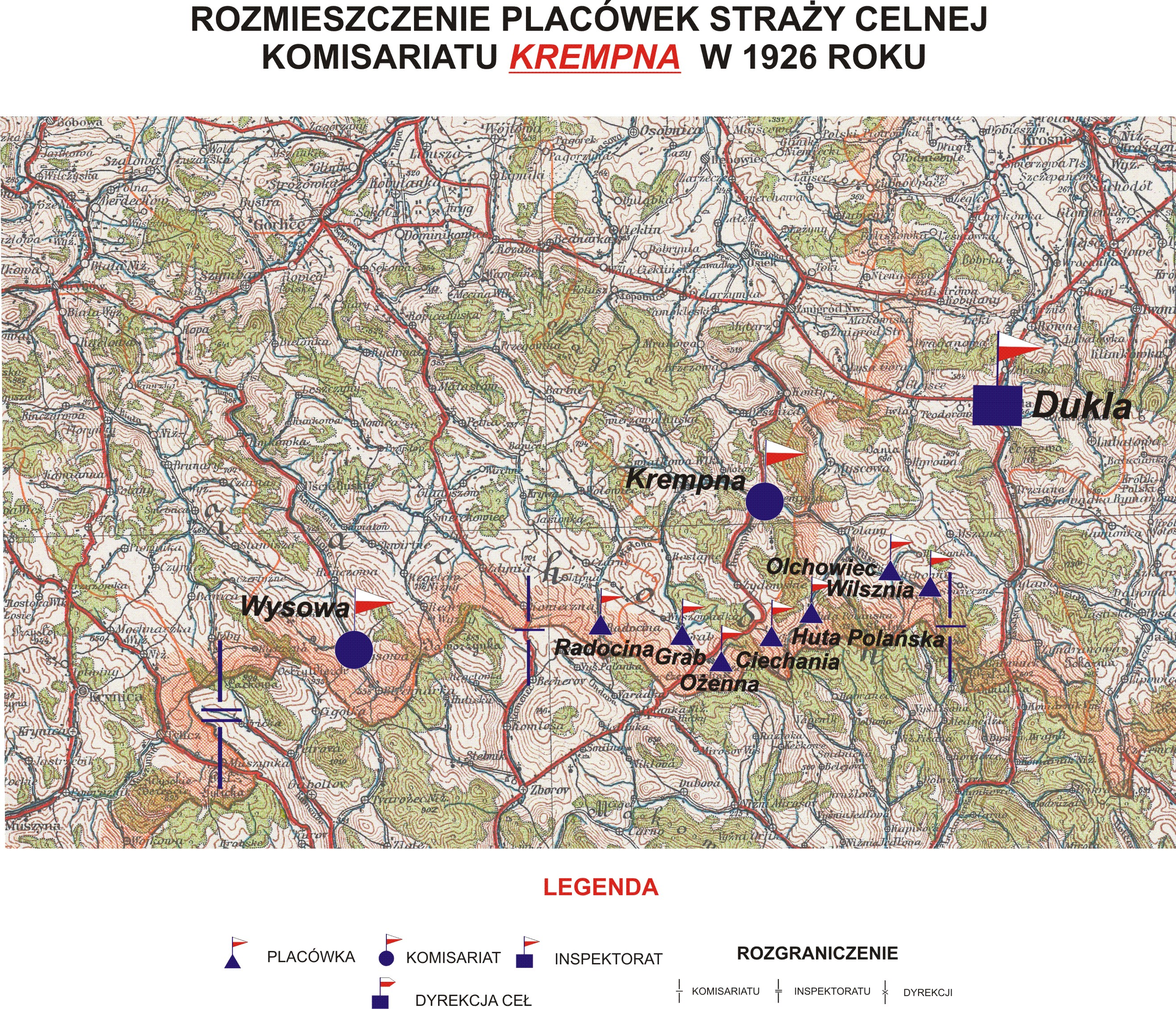
Rozmieszczenie placówek SC Komisariatu Krempna w 1926 r.

Placówka Straży Celnej „Huta Polańska” – jednostka organizacyjna Straży Celnej pełniąca w okresie międzywojennym służbę ochronną na granicy polsko-czechosłowackiej.

## Formowanie i zmiany organizacyjne
Na wniosek Ministerstwa Skarbu, uchwałą z 10 marca 1920 roku, powołano do życia Straż Celną. Od połowy 1921 roku jednostki Straży Celnej rozpoczęły przejmowanie odcinków granicy od pododdziałów Batalionów Celnych. W 1922 roku w Dukli stacjonował sztab 2 kompanii 6 batalionu celnego. Kompania wystawiała między innymi placówkę w Hucie Polańskiej. Proces tworzenia Straży Celnej trwał do końca 1922 roku. Placówka Straży Celnej „Huta Polańska” weszła w podporządkowanie komisariatu Straży Celnej „Krempna” z Inspektoratu SC „Dukla”.
W drugiej połowie 1927 roku przystąpiono do gruntownej reorganizacji Straży Celnej. W praktyce skutkowało to rozwiązaniem tej formacji granicznej. Ochronę północnej, zachodniej i południowej granicy państwa przejęła powołana z dniem 2 kwietnia 1928 roku Straż Graniczna.
Rozkazem dowódcy Straży Granicznej z 10 lipca 1929  w sprawach organizacyjnych powołano placówkę Straży Granicznej „Huta Polańska” w sile jednej drużyny przekazanej z podkomisariatu „Polany”.

## Funkcjonariusze placówki
Kierownicy placówki
| stopień          | imię i nazwisko, numer   | okres pełnienia służby | kolejne stanowisko |
| ---------------- | ------------------------ | ---------------------- | ------------------ |
| starszy strażnik | Władysław Przybyło (755) | był w 1926             |                    |

Obsada personalna placówki w 1926:
- starszy strażnik Władysław Przybyło (755)
- strażnik Ludwik Stelmaszyk (1080)
- strażnik Piotr Koronowski (1066)
- strażnik Józef Getka (1691)
- strażnik Wojciech Borowiecki (1075)